# 119 км (зупинний пункт, Харківська дирекція Південної залізниці)
119 кіломе́тр — залізничний пасажирський зупинний пункт Харківської дирекції Південної залізниці.
Розташований на півночі села Чорнолозка, Сахновщинський район, Харківської області на лінії Красноград — Лозова між станціями Сахновщина (10 км) та Кегичівка (10 км).
Станом на травень 2019 року щодоби п'ять пар приміських електропоїздів здійснюють перевезення за маршрутом Полтава-Південна — Лозова.